# Ciężka jazda

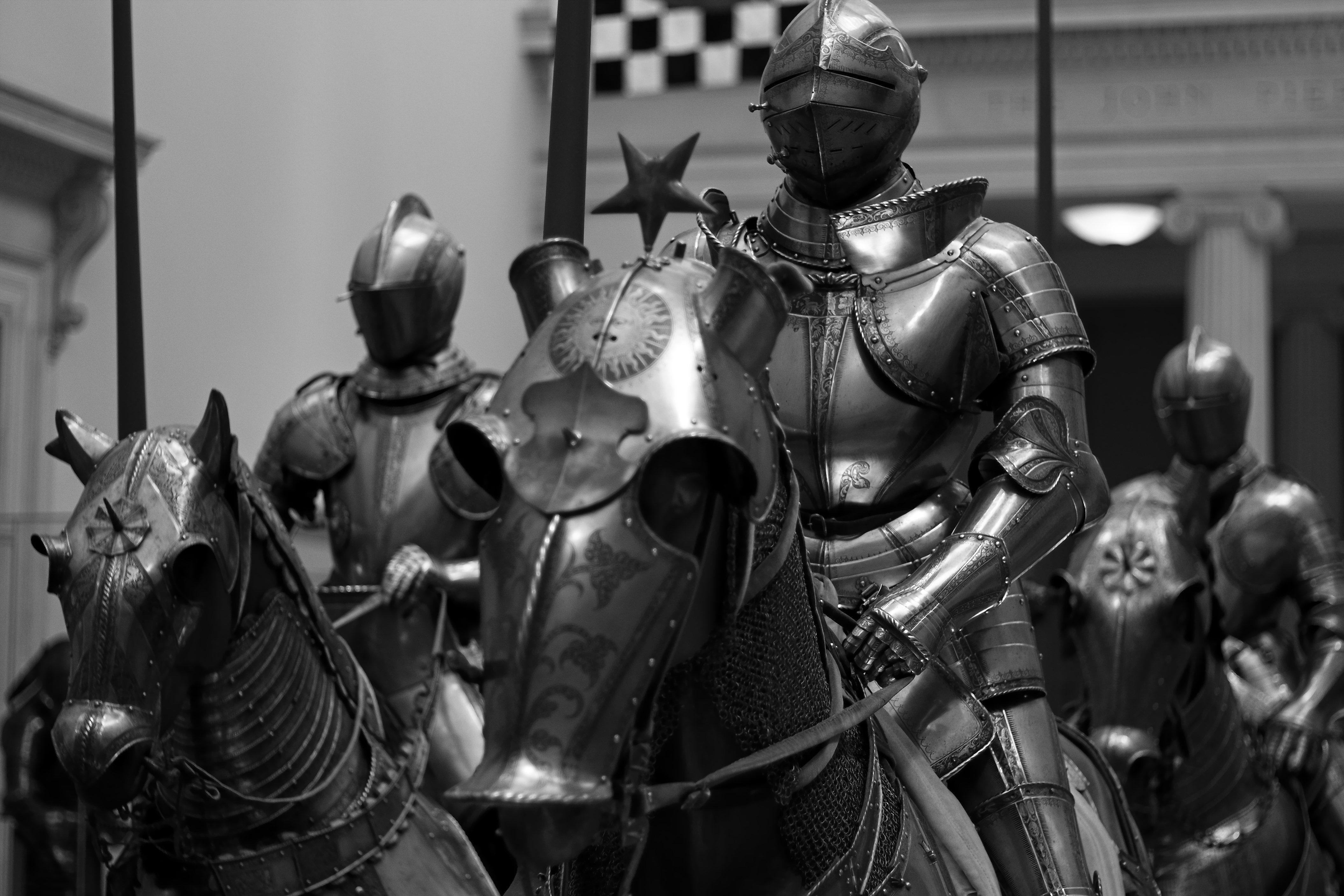
Zbroje ciężkiej jazdy, XVI w.

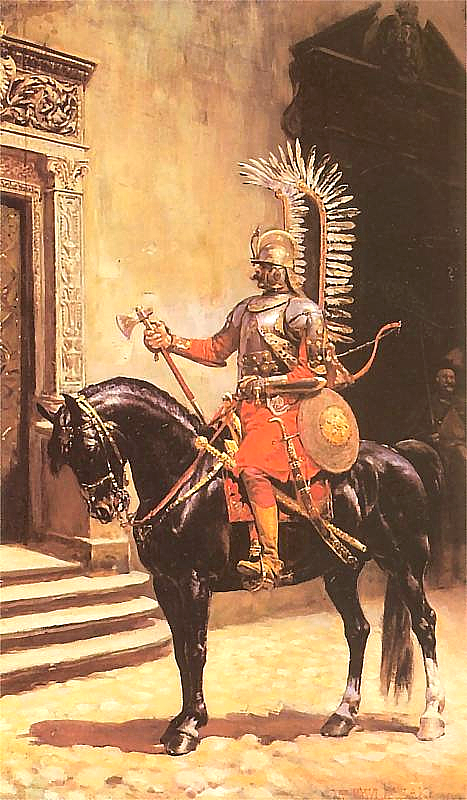
Polski husarz, XVII w.

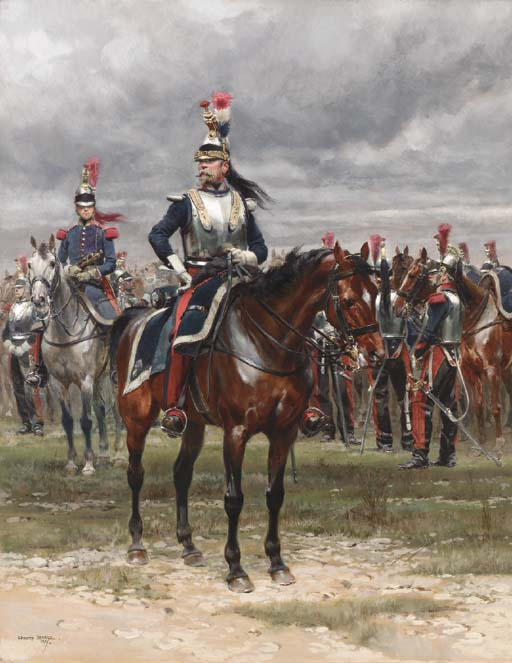
Francuski kirasjer, XIX w.

Ciężka jazda – ogólne określenie rodzaju formacji kawaleryjskiej, której cechą charakterystyczną było posiadanie przez jeźdźca  ciężkiego uzbrojenia ochronnego – zbroi, co odróżniało ją od lekkiej jazdy. Ciężka kawaleria niemal zawsze uchodziła za formację elitarną, do której należeć mogli tylko przedstawiciele najwyższych warstw społecznych. Wiązało się to zapewne z dużymi kosztami zbroi i ekwipunku jeźdźca.

## Taktyka
Ciężka kawaleria była przydatna w bezpośrednim ataku na pozycje wroga. Pancerze noszone przez jeźdźców chroniły ich przed ciosami wrogów i ułatwiały przełamywanie szeregów nieprzyjaciela. Kawaleria ta sprawdzała się na równinach, jednak wadą jej była, poza dużym kosztami utrzymania i uzbrojenia, mała przydatność w trudnym terenie, zwłaszcza lesistym, górskim lub bagiennym, gdzie ciężcy jeźdźcy nie mogli wykorzystywać swojej głównej zalety – siły uderzenia.

## Historia
Ciężka kawaleria znana była już w starożytności, stosowana między innymi w armii Aleksandra Macedońskiego. W późniejszym okresie wchodziła też w skład armii rzymskiej i bizantyjskiej (katafrakci). W średniowiecznej Europie pospolite ruszenie rycerzy walczyło niemal zawsze jako ciężka kawaleria. W XVI wieku, wraz z upadkiem znaczenia rycerstwa na polu walki, jego rolę przejęły formacje ciężkiej kawalerii złożone z najemników, czyli żołnierzy zaciężnych (m.in. kopijnicy). W XVII wieku na terenie Rzeczypospolitej pojawiła się husaria, jedna z najlepszych ciężkich formacji kawaleryjskich czasów nowożytnych, która paradoksalnie jeszcze w XVI wieku była jazdą lekką. W tym samym czasie na terenie Turcji istniały od średniowiecza formacje spahisów, zaś na zachodzie Europy pojawili się ciężkozbrojni kirasjerzy.
Wraz z rozwojem broni palnej oraz nowoczesnej piechoty, formacje ciężkiej kawalerii coraz bardziej traciły na znaczeniu. Ich pancerze nie chroniły już przed pociskami z broni palnej, zaś ruchliwość i zwrotność – główna zaleta kawalerii – były u ciężkiej jazdy mniejsze niż u jazdy lekkiej. Ostatnie formacje ciężkich jeźdźców – kirasjerów istniały jeszcze w XIX wieku, między innymi w armii Księstwa Warszawskiego, by zniknąć w tym stuleciu na zawsze z pól bitew.